# 알베릭 클레망

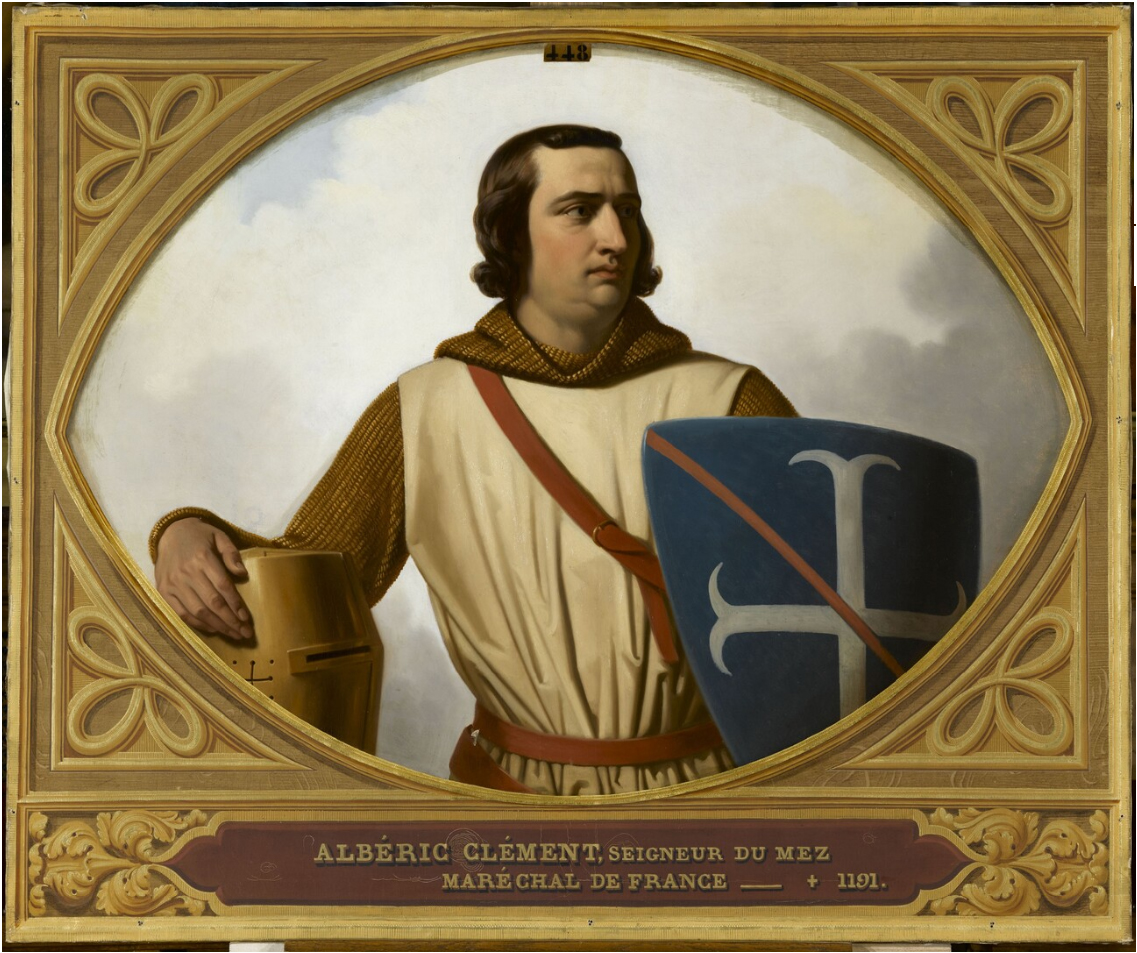
알베릭 클레망

알베릭 클레망(Albéric Clément, 1165년경 ~ 1191년 7월 3일)은 프랑스의 군인이다. 1190년 존엄왕 필리프에 의해 최초의 프랑스 원수로 임명되었다.

## 생애
알베릭은 1160년대 중엽 로베르 3세 클레망(Robert III Clément)과 메즈의 에르장드(Hersende de Mez)의 아들로 태어났다. 1182년 부친의 뒤를 이어 메즈 영주가 되었다. 1190년 존엄왕 필리프에 의해 프랑스 원수로 임명되었으며, 국왕을 수행하여 제 3차 십자군 원정에 참전했다.
알베릭은 1191년 7월 3일, 아크레 공방전에서 성벽을 공격하던 중 전사했다고 전해진다. 그의 최후에 관한 이야기는 여러 가지가 있다. 동시대의 시인 노르망디의 앙브루아즈(Ambroise de Normandy)는 원수가 직접 돌격을 진두지휘하다 전사했다고 말한다. 또는 그가 '오늘 아크레에 입성하던가, 아니면 죽겠다'고 맹세한 뒤 저주받은 탑(la tour Maudite)을 향해 갔다고도 한다. 몇몇 기록들은 알베릭이 한 손에 국왕의 깃발을 든 채 부하들과 함께 돌격하여 사다리를 놓고 성벽을 오르던 도중에 적군이 던지는 갈고리에 채였고, 부하들은 위에서 떨어지는 돌 때문에 그를 따라 올라가지 못하여 그가 고립되었다고 전한다. 다른 기록에서는 뒤따라오던 부하들의 무게 때문에 사다리가 중간에 부러져서 그가 혼자 성벽 위에 남게 되었다고 한다. 알베릭이 전사한 후 한 적병이 그의 갑옷을 벗겨 입고 성벽 위를 행진하자, 리처드 1세가 그를 쏘아 거꾸러뜨렸다는 이야기도 있다.
알베릭의 유해는 수프(Souppes)의 세르캉소 수도원(Abbaye de Cercanceaux)에 매장된 것으로 추정된다. 그에게는 두 명의 형제가 있었다. 앙리 1세 클레망은 1204년 프랑스 원수가 되었으며, 위그 클레망(Hugues Clément)은 성직자였다.

## 프랑스 원수의 직무
이 시기의 프랑스 원수 칭호는 대규모 병력을 지휘하는 장군에게 부여된 것이 아니며, 당사자에게 그런 권한을 주는 것도 아니었다. 알베릭 역시 공식적으로 '군대'를 지휘한 적은 없었다. 사실 이 시기 원수의 일은 국왕의 마굿간과 말을 관리하는 것에 가까웠다.
1. ↑  BECK, Shari (2011). 《A Portrait In Black And White: Diane De Poitiers In Her Own Words》. Indiana Univ.Press. 89쪽. ISBN 9781462029815.
2. ↑  BALDWIN, John (1986). 《The Government of Philip Augustus: Foundations of French Royal Power in the Middle Ages》. Univ. of California Press. 34-35쪽. ISBN 0520073916.
3. ↑  아크레 요새의 주탑 중 하나.
4. ↑  AILES Marianne, BARBER Malcolm (2003). 《The History of the Holy War: Ambroise's Estoire de la Guerre Sainte》. Boydell & Brewer. 100쪽. ISBN 9781843830016.
5. ↑  PAYNE, Robert (2000). 《The Dream and the Tomb: A History of the Crusades》. Cooper Square Press. 234-235쪽. ISBN 9780812829457.
6. ↑  위의 책, 234-235쪽
7. ↑  AILES and BARBER(2003), p.100.
8. ↑  FLEMING, Georges (1869). 《Horse-Shoes and Horse-Shoeing: their origin, history, uses and abuses》. 375-376쪽.